# Detektivens Barnepige
Detektivens Barnepige er en dansk stumfilm fra 1914, der er instrueret af Hjalmar Davidsen efter manuskript af A. Lumbye.

## Handling
En detektiv jager et par forbrydere, som har stjålet et smykke.

## Medvirkende
- Robert Schyberg - Barker, detektiv
- Volmer Hjorth-Clausen - Davidoff, international tyv
- Else Frölich - Kate Blond, Davidoffs medhjælperske
- Carl Schenstrøm - Grev von Warden
- Helene de Svanenskjold - Grevinde
- Gyda Aller
- Ellen Ferslev
- Franz Skondrup
- Vita Blichfeldt
- Ingeborg Olsen
- Karen Christensen
- Johanne Krum-Hunderup
- Lily Frederiksen
- Betzy Kofoed
- Birger von Cotta-Schønberg